# Национальный стадион (Восточный Тимор)

Изменения стадиона с 2005 по 2013 год

Национальный стадион Восточного Тимора (порт. Estadio Nacional de Timor-Leste) — спортивное многофункциональное сооружение в Восточном Тиморе, располагающееся в столице страны, Дили. Стадион вмещает 13 000 зрителей. Используется в основном для проведения футбольных матчей. На стадионе проходят матчи футбольного чемпионата  супер-лиги Восточного Тимора и финал Taca Digicel. Владельцем стадиона является управляющая организация восточно-тиморского футбола, Федерация футбола Восточного Тимора (ФФВТ). 

## История
Стадион был реконструирован в 1980 году и вмещал 5 000 человек.
В 2002 году на стадионе прошел рождественский концерт Кайли Миноуг с участием Джона Фарнема, перед солдатами международных миротворческих сил ООН и местными жителями.
В 2006 из-за Восточнотиморского кризиса стадион стал лагерем для тысяч беженцев.
На стадионе в 2007 году также проводился турнир, между национальной сборной Восточного Тимора, полицией ООН, австралийской и новозеландской сборными.
С 29 апреля по 2 мая 2010 года стадион принял Кубок тиморского моря, в котором приняли участие команды из Дили (Восточный Тимор), Купанга (Индонезия), Дарвина (Австралия). Организаторами выступили Государственный секретариат по делам молодежи и спорта (Secretariat of State for Youth and Sports) и Федерация футбола Восточного Тимора (ФФВТ). Целью мероприятия стало содействие развитию футбола в Восточном Тиморе и укрепление отношений между тремя странами-участниками.
С 26 по 30 октября 2010 года проводилось спортивное мероприятие для лиц с умственными отклонениями, так называемая Специальная Олимпиада. Организовать мероприятие помогли Министерство Социальной Солидарности (The Ministry of Social Solidarity), Государственный секретариат по делам молодежи и спорта, католическая церковь, Федерация лёгкой атлетики Восточного Тимора, Федерация футбола Восточного Тимора при содействии Special Olympics Asia Pacific. Спортсмены соревновались в трёх видах спорта: бокс, мини-футбол и лёгкая атлетика. Участие в мероприятии приняли спортсмены из Индонезии, Восточного Тимора, Австралии, Новой Зеландии, Малайзии, Таиланда, Бангладеш, Филиппин, Брунея и Сингапура и др.
Из-за субэкваториального муссонного климата поле на стадионе трудно поддерживать в хорошем состоянии. Играть в футбол в Восточном Тиморе трудно, потому что температура может достигать 40 градусов по Цельсию, поле покрывает сухая трава, а местами просто голые камни. Поэтому в 2011 году была проведена реконструкция стадиона, изменения затронули поле и места для зрителей. После он стал вмещать 13 000 зрителей вместо 5 000.
12 марта 2015 года на стадионе состоялся первый матч, отборочного турнира Чемпионата мира по футболу 2018, между сборной Восточного Тимора и сборной Монголии. Игра завершилась победой Восточного Тимора со счётом 4:1.